# أريك يونغ
أريك يونغ (بالإنجليزية: Ric Young)‏ هو ممثل أمريكي، ولد في 1944 بلندن في المملكة المتحدة.

## أعمال

### أفلام
- (1967) أنت فقط تعيش مرتين[6]
- (1984) إنديانا جونز ومعبد الهلاك[7][8]
- (1987) الإمبراطور الأخير[9][10][11]
- (1997) سبع سنوات في التبت[12]
- (2001) قبلة التنين[13]
- (2002) الناقل[14]
- (2007) رجل عصابة أمريكي

### مسلسلات
- هاواي فايف أو

## وصلات خارجية
- أريك يونغ على موقع IMDb (الإنجليزية)
- أريك يونغ على موقع ألو سيني (الفرنسية)
- أريك يونغ على موقع أول موفي (الإنجليزية)
- أريك يونغ على موقع قاعدة بيانات الأفلام السويدية (السويدية)
- أريك يونغ على موقع قاعدة بيانات الفيلم (الإنجليزية)
- أريك يونغ على موقع كينوبويسك (الروسية)